# Menarandra
Der Menarandra ist ein Fluss im Süden Madagaskars.

## Verlauf
Der Fluss entspringt im Westen der Region Anosy im Tsikofuky-Massiv auf etwa 800 Metern Höhe. Er fließt in südwestliche Richtung und bildet dabei auf einem langen Stück die Grenze zwischen den Regionen Atsimo-Andrefana und Androy. Der Menarandra mündet schließlich nach einem Fließweg von 235 km in die Straße von Mosambik.

## Hydrometrie
Die Durchflussmenge des Menarandra wurde an der hydrologischen Station Tranoroa bei etwa zwei Drittel des Einzugsgebietes, über die Jahre 1951 bis 1983 gemittelt, gemessen (in m³/s).